# Eugénie Potonié-Pierre
Eugénie Potonié-Pierre, född 5 november 1844 i Lorient, död 12 juni 1898 i Fontenay-sous-Bois, var en fransk feminist.
Potonié-Pierre grundade 1880, tillsammans med Léonie Rouzade och Marguerite Tinayre, Union de Femmes, 1889 La Ligue Socialiste des Femmes och 1891, tillsammans med Maria Martin, La Groupe del la Solidarité des Femmes. År 1892 förenade hon åtta feministiska grupper i Paris under namnet Federation Française des Sociétés Feministes. Hon ledde den franska deputationen till feministkongressen i Bryssel 1897.